# Cuestión septentrional
Cuestión septentrional (en italiano, questione settentrionale) es un término utilizado en el reciente debate político italiano para designar la problemática sociopolítica relacionada con la condición de desafecto de las regiones de la Italia septentrional frente a la política seguida durante decenios por el gobierno italiano en la segunda mitad el siglo XX. El término aún no ha recibido un verdadero reconocimiento académico como su contrapartida: la cuestión meridional.